# Chamzat Čimaev
Chamzát Chizárovič Čimáev (in russo Хамза́т Хиза́рович Чима́ев? in ceceno Чимаев Хизаран кӏант Хамзат, Çimaev Xizaran khant Xamzat; 1º maggio 1994) è un artista marziale misto russo.
Nato in Russia in una famiglia di etnia cecena e trasferitosi in Svezia da adolescente, è anche un atleta professionista nelle discipline del sambo e della lotta libera. Una traslitterazione diffusa è Khamzat Chimaev.
Combatte nella divisione dei pesi medi della federazione statunitense UFC, della quale è campione di categoria, nonostante qualche match affrontato nella categoria dei welter.
Nei match rappresenta, a partire dal 2023, la bandiera degli EAU, in quanto residente ad Abu Dhabi.

## Biografia
Čimaev è nato il 1º maggio 1994 da una famiglia cecena. È nato nel villaggio di Gvardeyskoye, allora parte della Repubblica cecena di Ichkeria ma ora parte della Cecenia russa. Ha iniziato a lottare all'età di cinque anni nel villaggio di Gvardeyskoye. È stato riferito che ha vinto una medaglia di bronzo ai Campionati nazionali russi a livello junior. 
Nel 2013, quando aveva 18 anni, è emigrato in Svezia con sua madre, unendosi al fratello maggiore. Tuttavia, nonostante abbia vissuto in Svezia per anni, Chamzat non ha mai acquisito la cittadinanza svedese, mantenendo quella russa.
Nel 2023, Chamzat si è trasferito negli Emirati Arabi Uniti.

## Carriera

### Combattimento
Dopo essersi trasferito in Svezia, Čimaev ha lottato in diversi club, tra cui il BK Athén. Considerato uno dei migliori lottatori di stile libero del paese, Čimaev ha vinto una medaglia d'oro ai Campionati nazionali svedesi di stile libero del 2016 e del 2017 a 86 chilogrammi e nel 2018 lo ha fatto a 92 chilogrammi. Čimaev ha avuto una serie di prestazioni dominanti nel torneo, registrando un record complessivo di 12-0, detiene un punteggio combinato di 105 punti, mentre ne ha subiti solo due, in tutti i suoi tre scontri. Čimaev ha gareggiato in alcuni tornei di judo e in quattro combattimenti di sambo.
Čimaev ha gareggiato contro il contendente UFC, Jack Hermansson, in un incontro di lotta libera il 19 novembre 2021, al Bulldog Fight Night 9 con sede in Svezia, vincendo ai punti.

### Carriera nelle arti marziali miste
Čimaev ha iniziato ad allenarsi nella MMA quando aveva 23 anni. Si è allenato all'Allstars Training Center di Stoccolma, insieme al tre volte sfidante del campionato dei pesi massimi leggeri UFC, Alexander Gustafsson, Ilir Latifi e Reza Madadi tra gli altri. Gustafsson (uno dei suoi principali compagni di allenamento) ha detto a un giornalista svedese che Čimaev era uno dei migliori combattenti con cui si fosse mai allenato, durante una conferenza stampa nel giugno 2019.

#### Inizio carriera
In un'intervista con ESPN, Čimaev ha affermato di essere stato ispirato a iniziare ad allenarsi in MMA durante una notte al lavoro, dove si è preso una pausa di 15 minuti per guardare l'evento principale Aldo contro McGregor.
Tra settembre 2017 e aprile 2018, Čimaev ha avuto tre combattimenti MMA amatoriali. Il primo di questi è stato contro il futuro campione del mondo IMMAF Khaled Laallam, che ha sconfitto per sottomissione al secondo round. Ha vinto i suoi successivi due combattimenti amatoriali, uno per sottomissione e uno per KO tecnico, completando la sua carriera amatoriale con un record di 3-0.
Čimaev è diventato professionista il 26 maggio 2018, all'International Ring Fight Arena 14, contro Gard Olve Sagen. Ha vinto il combattimento per KO tecnico al secondo round. Il combattimento successivo di Čimaev ha avuto luogo il 18 agosto 2018, contro Ole Magnor al Fight Club Rush 3. Ha vinto per sottomissione con uno strangolamento posteriore alla fine del primo round.

#### Brave Combat Federation
Dopo aver disputato i suoi primi due combattimenti professionistici in Svezia, Čimaev firmò con l'organizzazione mediorientale Brave Combat Federation. Era previsto che facesse il suo debutto promozionale contro Benjamin Bennett il 16 novembre 2018, al Brave CF18. Tuttavia, Bennett si ritirò dall'incontro e fu sostituito dal promettente imbattuto Marko Kisič. Čimaev vinse l'incontro per KO tecnico al primo round dopo aver atterrato il suo avversario con un sinistro.
Čimaev ha avuto una rapida inversione di tendenza per il suo combattimento successivo quando ha affrontato Sidney Wheeler con breve preavviso il 22 dicembre 2018, al Brave CF 20, sostituendo un infortunato Leon Aliu. Ha vinto il combattimento per KO tecnico in 35 secondi nel primo round.
Ha poi combattuto contro Ikram Aliskerov il 19 aprile 2019, al Brave CF23.  Questo è stato il debutto di Čimaev nella divisione dei pesi welter. Ha vinto l'incontro per KO dopo aver piazzato un montante nel primo round.
Il suo quarto incontro promozionale è avvenuto contro Mzwandile Hlongwa il 4 ottobre 2019, al Brave CF 27, Čimaev ha vinto l'incontro per sottomissione nel secondo round.
Ci si aspettava che Čimaev sfidasse Jarrah Al-Selawe per il campionato BCF Welterweight il 18 aprile 2020, al Brave CF37, che sarebbe stato il primo evento della promozione nella città in cui Čimaev risiedeva, Stoccolma, Svezia. Tuttavia, l'evento sarebbe stato posticipato a causa della pandemia di COVID-19 e l'incontro è stato annullato del tutto quando Čimaev ha firmato con l'UFC.

#### Ultimate Fighting Championship
Čimaev ha fatto il suo debutto promozionale in un incontro dei pesi medi contro John Phillips, in sostituzione di Duško Todorović , il 16 luglio 2020, all'UFC su ESPN 13, vincendo il combattimento per sottomissione al secondo round. Questa vittoria gli è valsa il premio Performance of the Night.
Dieci giorni dopo il combattimento contro Phillips, Čimaev affrontò il nuovo arrivato promozionale Rhys McKee nei pesi welter il 25 luglio 2020, all'UFC su ESPN 14, il combattimento lo vinse per KO tecnico al primo round. Si guadagnò il suo secondo premio bonus Performance of the Night. Questa vittoria segnò anche un nuovo record UFC per le vittorie consecutive più veloci nella storia moderna dell'UFC (dieci giorni), sebbene il record ufficiale UFC sia ancora detenuto da Royce Gracie, che ottenne quattro vittorie consecutive in una notte all'UFC 2.
Il 6 settembre 2020 è stato riferito che Čimaev avrebbe avuto un altro rapido cambiamento poiché è stato prenotato per affrontare Gerald Meerschaert il 19 settembre 2020, all'UFC Fight Night 178, vincendo il combattimento contro Meerschaert per KO a soli 17 secondi dal primo round. Questa vittoria gli è valsa il suo terzo premio Performance of the Night consecutivo. Ciò gli è valso anche un nuovo record, poiché è stata la serie di tre vittorie consecutive più veloce nella storia moderna dell'UFC (66 giorni).
Čimaev avrebbe dovuto affrontare Leon Edwards nell'evento principale dell'UFC Fight Night 183 il 19 dicembre 2020. Nel frattempo, Čimaev è stato aggiunto alla classifica dei pesi welter UFC, entrando al 15º posto. Il 29 novembre, è stato annunciato che Čimaev era risultato positivo al COVID-19 e l'incontro è stato dichiarato a rischio. Il 1° dicembre, anche Edwards è risultato positivo al COVID-19 e l'incontro è stato successivamente rinviato. Il 22 dicembre, è stato annunciato che l'incontro è stato riprogrammato per il 20 gennaio 2021, all'UFC Fight Night 185. Čimaev si è ritirato dalla competizione il 29 dicembre a causa della sua guarigione dal COVID-19. Di conseguenza, l'incontro è stato momentaneamente annullato. La coppia è stata riprogrammata ancora una volta per essere protagonista dell'UFC Fight Night 187, il 13 marzo. Tuttavia, l'11 febbraio, il presidente dell'UFC Dana White ha annunciato che l'incontro era stato nuovamente annullato a causa degli effetti persistenti del COVID-19 di Chimaev.
Il 1º marzo 2021, ha annunciato su Instagram che si sarebbe ritirato dallo sport a causa di complicazioni polmonari causate dal COVID-19. Dana White in seguito è uscito allo scoperto e ha detto che Čimaev non si era ritirato ed era solo emozionato dopo aver sperimentato gli effetti del prednisone sui suoi polmoni durante una sessione di allenamento.
Čimaev è tornato ad affrontare Li Jingliang il 30 ottobre 2021, all'UFC 267. Ha vinto l'incontro tramite sottomissione tecnica, strangolando Jingliang fino a renderlo incosciente con una Mata Leão nel primo round. La vittoria gli è valsa il suo quarto premio Performance of the Night consecutivo.
Čimaev ha affrontato Gilbert Burns all'UFC 273 il 9 aprile 2022. Čimaev ha vinto il combattimento per decisione unanime, la prima vittoria per decisione della sua carriera. Il combattimento è stato premiato con il premio Fight of the Night. Il combattimento gli è valso anche il primo posto nel premio Crypto.com, Fan Bonus of the Night.
Čimaev avrebbe dovuto affrontare Nate Diaz il 10 settembre 2022 nell'evento principale dell'UFC 279. Alla pesata, Čimaev pesava 178,5 libbre, sette libbre e mezzo in più del limite di combattimento non titolato dei pesi welter. A causa del peso mancante, Čimaev è stato rimosso dal suo incontro dell'evento principale con Diaz e ha invece affrontato Kevin Holland nell'evento co-principale in un incontro catchweight da 180 libbre. Holland era già pronto per un incontro catchweight da 180 libbre contro Daniel Rodriguez sulla carta. Chimaev ha vinto l'incontro tramite D'Arce Choke nel primo round.
Dopo un anno di pausa, Čimaev è tornato ai pesi medi il 21 ottobre 2023, all'UFC 294. Čimaev era originariamente programmato per combattere contro l'ex sfidante al titolo dei pesi medi Paulo Costa. Tuttavia, a causa di un intervento chirurgico che ha costretto Costa a ritirarsi dal combattimento, Čimaev ha affrontato l'ex campione dei pesi welter UFC Kamaru Usman. Ha vinto il combattimento tramite decisione a maggioranza.
Čimaev avrebbe dovuto affrontare l'ex campione dei pesi medi UFC Robert Whittaker il 22 giugno 2024, all'UFC su ABC 6, è stato costretto a ritirarsi dalla competizione a causa di una malattia ed è stato sostituito da Ikram Aliskerov.
Čimaev finì per affrontare Robert Whittaker il 26 ottobre 2024 all'UFC 308. Vinse il combattimento con una sottomissione face-crank nel primo round che gli provocò una slogatura della mascella. Questo combattimento gli valse un altro premio Performance of the Night.

## Formazione
Čimaev si è allenato all'Allstar Training Center di Stoccolma, Svezia, da quando aveva 23 anni. Si è trasferito lì per iniziare la sua carriera nelle MMA nel 2017, dopo aver vissuto in un'altra città svedese, Kalmar, dove si è allenato presso il club di wrestling locale. Čimaev continua ad allenarsi insieme ad attuali ed ex combattenti UFC come Alexander Gustafsson, Ilir Latifi e Reza Madadi, con quest'ultimo come suo allenatore principale.
Nel 2022, Čimaev e lo sfidante al titolo UFC Darren Till si sono messi in contatto per allenarsi insieme, con Till che è arrivato a Stoccolma a febbraio e da allora si sono allenati all'Allstars Training Center e hanno girato contenuti per YouTube e Blockasset.
In un'intervista, Čimaev ha rivelato che si allena fino a cinque volte al giorno al culmine dei campi di allenamento e due o tre volte quando non ha combattimenti in programma.

## Stile di combattimento
Čimaev spesso utilizza il suo stile libero nei suoi combattimenti per portare i suoi avversari a terra. Una volta che ha il controllo della situazione, impiega diverse tecniche per ottenere il controllo sui suoi avversari e atterrare con pesanti ground-and-pound o cercare sottomissioni, mentre spinge il suo peso verso di loro. Il suo grappling è molto spesso paragonato a quello di Khabib Nurmagomedov, a causa delle somiglianze delle tecniche, come la serratura delle manette e l'aggancio delle gambe. Per quanto riguarda i colpi, Čimaev ha ottenuto 192-2 nei suoi primi due incontri UFC utilizzando questa strategia. Čimaev ha anche dimostrato la sua efficacia nel circuito regionale, con una rapida vittoria sull'ex due volte campione di wrestling GHSA Sidney Wheeler dopo averlo atterrato con un viaggio esterno.
Oltre alle sue abilità di grappling, Čimaev usa anche i pugni nei suoi incontri. Sebbene il suo striking sia ancora relativamente sconosciuto e non testato, comporta una forte potenza di knockout dalla posizione ortodossa mentre utilizza il pugilato di base e mescola calci. Usa anche il suo wrestling per impostare i suoi strike fingendo diversi takedown e viceversa. Usando il suo striking, Čimaev è stato in grado di mettere KO il veterano UFC Gerald Meerschaert in 17 secondi con un solo pugno. In precedenza lo ha usato per far cadere avversari nel circuito regionale, tra cui l'ex campione del mondo di combattimento sambo, Ikram Aliskerov.

## Vita privata
Chamzat porta una notevole cicatrice sul labbro, che si è procurato all'età di due anni quando è caduto dalle scale di cemento, impedendogli di respirare correttamente attraverso una narice.
Prima di iniziare a gareggiare professionalmente, ha lavorato in una fabbrica di pollame a Kalmar e si è occupato anche di sicurezza.
Chamzat ha un fratello maggiore di nome Artur, che gareggia nella lotta libera.
Čimaev ha contratto il COVID-19 nel dicembre 2020 e ha sofferto di sintomi persistenti che hanno richiesto molteplici ricoveri ospedalieri e l'annullamento di un combattimento programmato contro Leon Edwards. 
Čimaev è amico dei colleghi artisti marziali misti Darren Till e Jack Hermansson.

## Risultati nelle arti marziali miste
| Risultato | Record | Avversario         | Metodo                                   | Evento                                 | Data              | Round | Tempo | Città                          | Note                                                        |
| --------- | ------ | ------------------ | ---------------------------------------- | -------------------------------------- | ----------------- | ----- | ----- | ------------------------------ | ----------------------------------------------------------- |
| Vittoria  | 15-0   | Dricus Du Plessis  | Decisione (unanime)                      | UFC 319                                | 17 agosto 2025    | 5     | 5:00  | Chicago, Stati Uniti           | Vince il titolo dei pesi medi UFC. Performance of the Night |
| Vittoria  | 14-0   | Robert Whittaker   | Sottomissione (face crank)               | UFC 308                                | 26 ottobre 2024   | 1     | 3:34  | Abu Dhabi, Emirati Arabi Uniti | Performance of the Night                                    |
| Vittoria  | 13-0   | Kamaru Usman       | Decisione (maggioranza)                  | UFC 294                                | 21 ottobre 2023   | 3     | 5:00  | Abu Dhabi, Emirati Arabi Uniti | Ritorno nei pesi medi                                       |
| Vittoria  | 12-0   | Kevin Holland      | Sottomissione (d'arce choke)             | UFC 279                                | 11 settembre 2022 | 1     | 2:13  | Las Vegas, Stati Uniti         | Catchweight (180 lbs) bout.                                 |
| Vittoria  | 11-0   | Gilbert Burns      | Decisione (unanime)                      | UFC 273                                | 9 aprile 2022     | 3     | 5:00  | Jacksonville, Stati Uniti      | Fight of the Night                                          |
| Vittoria  | 10-0   | Li Jingliang       | Sottomissione tecnica (rear-naked choke) | UFC 267                                | 30 ottobre 2021   | 1     | 3:16  | Abu Dhabi, Emirati Arabi Uniti | Performance of the Night                                    |
| Vittoria  | 9-0    | Gerald Meerschaert | KO (pugni)                               | UFC fight night: Covington vs. Woodley | 19 settembre 2020 | 1     | 0:17  | Las Vegas, Stati Uniti         | Performance of the Night                                    |
| Vittoria  | 8-0    | Rhys McKee         | KO tecnico (pugni)                       | UFC on ESPN: Whittaker vs. Till        | 26 luglio 2020    | 1     | 3:09  | Abu Dhabi, Emirati Arabi Uniti | Performance of the Night                                    |
| Vittoria  | 7-0    | John Phillips      | Sottomissione (Brabo choke)              | UFC on ESPN: Kattar vs. Ige            | 16 luglio 2020    | 2     | 1:12  | Atlanta, Stati Uniti           | Performance of the Night                                    |
| Vittoria  | 6-0    | Mzwandile Hlongwa  | Sottomissione tecnica (Brabo choke)      | Brave CF 27                            | 4 ottobre 2019    | 2     | 1:15  | Abu Dhabi, Emirati Arabi Uniti | -                                                           |
| Vittoria  | 5-0    | Ikram Aliskerov    | KO (pugni)                               | Brave CF 23                            | 19 aprile 2019    | 1     | 2:26  | Amman, Giordania               | Incontro catchweight (180 lbs). Knockout of the Night       |
| Vittoria  | 4-0    | Sidney Wheeler     | KO tecnico (pugni)                       | Brave CF 20                            | 22 dicembre 2018  | 1     | 0:35  | Hyderabad, India               | Ritorno nei pesi medi                                       |
| Vittoria  | 3-0    | Marko Kisič        | KO tecnico (pugni)                       | Brave CF 18                            | 16 novembre 2018  | 1     | 3:12  | Manama, Bahrain                | Debutto nei pesi welter                                     |
| Vittoria  | 2-0    | Ole Magnor         | Sottomissione tecnica (rear-naked choke) | Fight Club Rush 3                      | 18 agosto 2018    | 1     | 4:23  | Västerås, Svezia               | Debutto nei pesi medi                                       |
| Vittoria  | 1-0    | Gard Olve Sagen    | KO tecnico (pugni)                       | International Ring Fight Arena 14      | 26 maggio 2018    | 2     | 0:05  | Uppsala, Svezia                | Incontro catchweight (176 lbs)                              |